# Lista de prêmios e homenagens recebidos por Elon Musk
O magnata dos negócios Elon Musk é reconhecido por seus esforços para combater o aquecimento global. Por seu trabalho e defesa de energia renovável, ele recebeu vários prêmios de ambientalistas, incluindo o Prêmio Connie da Federação Nacional da Vida Selvagem e um prêmio Global Green. Em parte por suas contribuições para viagens espaciais, Musk foi eleito membro da Royal Society em 2018, foi listado entre as 100 Pessoas Mais Influentes do Mundo da Time em 2010, 2013, 2018 e 2021, e foi classificado em primeiro lugar na lista da Forbes dos "Líderes Mais Inovadores de 2019". Em 13 de dezembro de 2021, a revista Time o nomeou Pessoa do Ano.

## Prêmios e honrarias

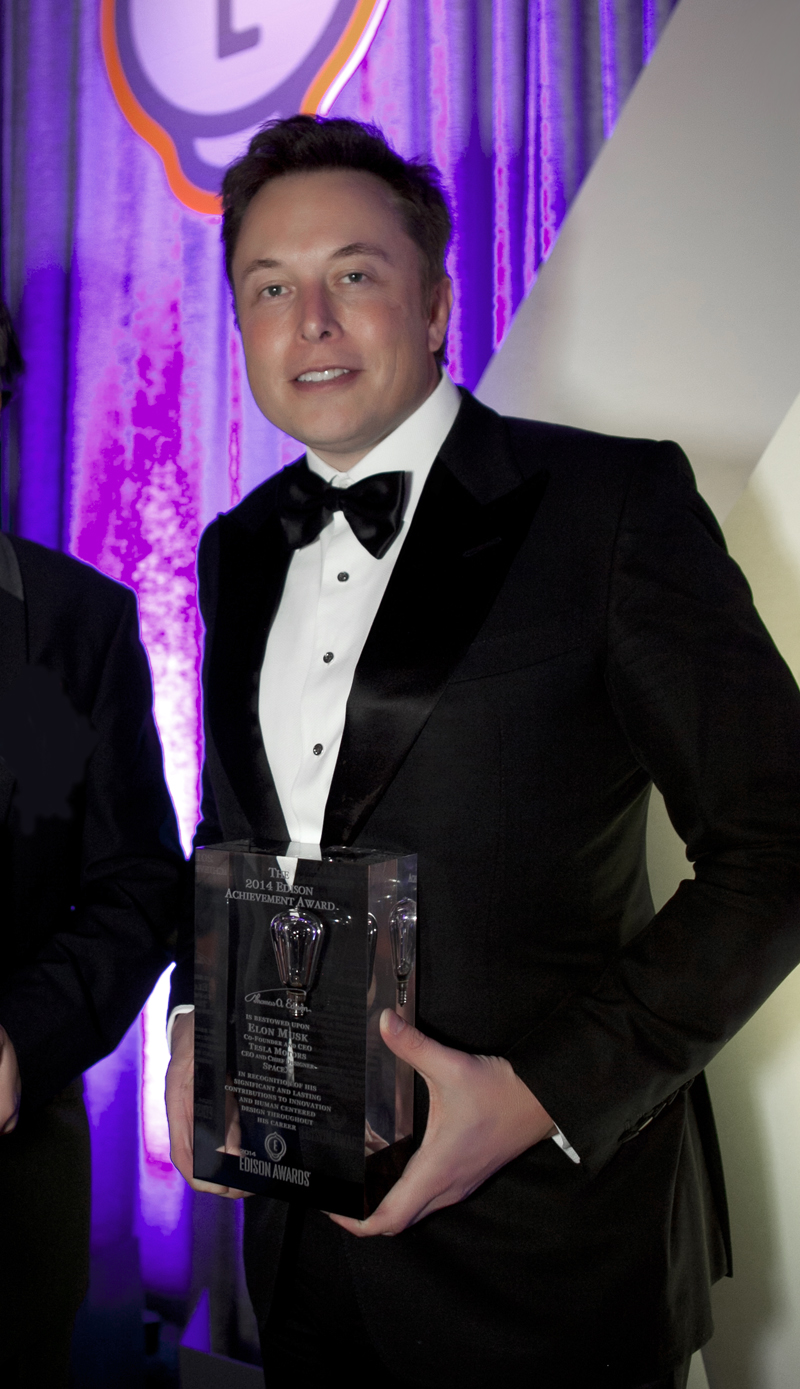
Musk recebendo o Edison Achievement Award de 2014

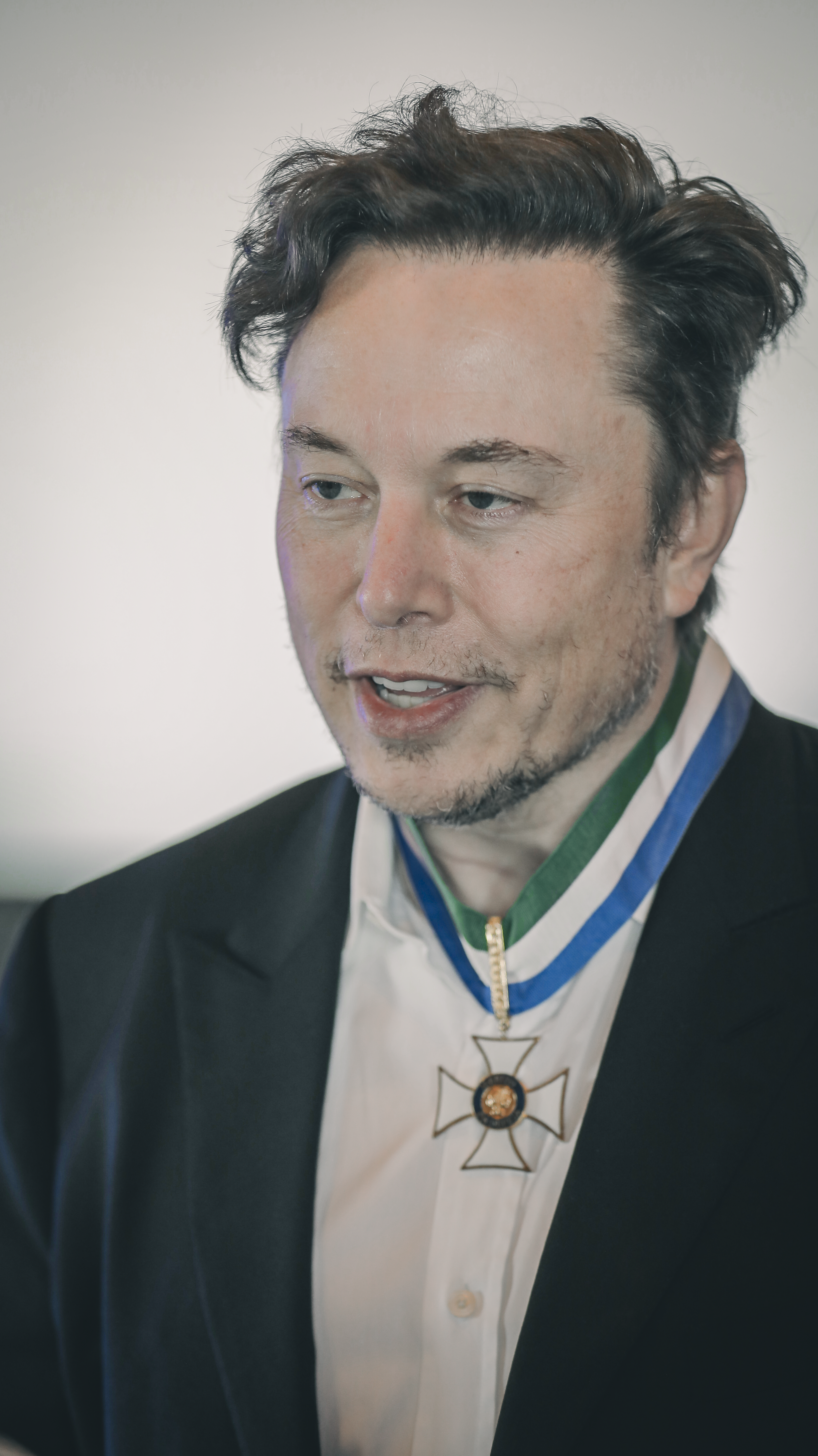
Musk recebendo a Ordem do Mérito da Defesa das Forças Armadas Brasileiras em 2022

- Em 2006, Musk foi membro do Conselho de Engenharia Aeronáutica e Espacial da Academia Nacional de Ciências dos Estados Unidos.[7]
- Prêmio Empreendedor do Ano da revista Inc. em 2007 por seu trabalho na Tesla e SpaceX.[8]
- Prêmio de Design Index 2007 por seu design do Tesla Roadster.[9] Prêmio de Design de Produto Global Green 2006 por seu design do Tesla Roadster, apresentado por Mikhail Gorbachev.[10]
- Prêmio George Low da American Institute of Aeronautics and Astronautics por "a contribuição mais notável no campo do transporte espacial em 2007/2008". Musk foi reconhecido pelo design do Falcon 1, o primeiro foguete de combustível líquido desenvolvido privadamente a alcançar a órbita.[11][12]
- Prêmio de Realização em Conservação Nacional de 2008 da National Wildlife Federation pela Tesla e SolarCity. Outros vencedores de 2008 incluem o jornalista Thomas Friedman, o senador dos Estados Unidos Patrick Leahy (D-VT) e o governador da Flórida Charlie Crist.[13]
- Troféu Von Braun da National Space Society em 2008/2009, concedido por liderança na "conquista mais significativa no espaço". Antigos vencedores incluem Burt Rutan e Steve Squyres.[14]
- Listado como uma das 100 pessoas da Time que mais impactaram o mundo em 2010.[15]
- A Federação Aeronáutica Internacional, organização governante mundial de registros aeroespaciais, concedeu a Musk em 2010 a maior premiação em ar e espaço, a Medalha de Ouro do Espaço da FAI, por projetar o primeiro foguete desenvolvido privadamente a alcançar a órbita. Antigos vencedores incluem Neil Armstrong, Burt Rutan da Scaled Composites e John Glenn.[16]
- Nomeado como uma das 75 pessoas mais influentes do século 21 pela revista Esquire.[17]
- Reconhecido como um Living Legend of Aviation em 2010 pela Kitty Hawk Foundation por criar o sucessor do Ônibus Espacial (foguete Falcon 9 e nave espacial Dragon). Outros premiados incluem Buzz Aldrin e Richard Branson.[18]
- Em fevereiro de 2011, a Forbes listou Musk como um dos "20 CEOs Mais Poderosos dos Estados Unidos com 40 anos ou menos".[19]
- Em junho de 2011, Musk recebeu o Prêmio Heinlein de US$250.000 por Avanços na Comercialização Espacial.[20]
- Em 2012, Musk recebeu o prêmio mais alto da Royal Aeronautical Society: uma medalha de ouro.[21]
- Em 2013, Musk foi nomeado o Empresário do Ano da Fortune por seu trabalho na SpaceX, SolarCity e Tesla.[22]
- Recebeu o prêmio do Presidente pela Exploração e Tecnologia do Explorers Club na gala anual em 16 de março de 2014.[23]
- Em 2014, Elon Musk foi homenageado com o Prêmio Edison Achievement por seu "compromisso com a inovação ao longo de sua carreira".[24]
- Em 2015, recebeu um Doutorado Honorário em Engenharia e Tecnologia na Cerimônia de Formatura 314 da Universidade Yale.[25]
- Em 2015, recebeu a IEEE Honorary Membership.[26]
- Em junho de 2016, o Business Insider nomeou Musk como um dos "Top 10 Visionários de Negócios Criando Valor para o Mundo" juntamente com Mark Zuckerberg e Sal Khan.[27]
- Em maio de 2017, Musk recebeu o Prêmio Oslo Business for Peace.[28][29][30]
- Em 2018, Musk ficou em 25º lugar na lista da Forbes das Pessoas Mais Poderosas do Mundo.[31]
- Musk foi eleito um Membro da Royal Society (FRS) em 2018.[32][33]
- Listado entre as 100 Pessoas Mais Influentes do Mundo da Time em 2010, 2013, 2018 e 2021.[34]
- Musk foi premiado como membro (quinta classe) da Ordem Direkgunabhorn Mais Admirável em 4 de março de 2019, por sua contribuição no resgate da caverna de Tham Luang, Província de Chiang Rai, Tailândia.[35][36]
- Em 2019, Musk recebeu a Medalha Stephen Hawking de Comunicação Científica no Starmus Festival.[37][38]
- Musk ficou em primeiro lugar na lista da Forbes dos "Líderes Mais Inovadores de 2019".[39]
- Musk foi citado como um dos 100 africanos mais influentes pela revista New African em 2020.[40]
- Em 1 de dezembro de 2020, Musk recebeu o Axel Springer Award.[41]
- Musk ficou em primeiro lugar na lista de Pessoa de Negócios do Ano de 2020 pela Revista Fortune.[42]
- Em 7 de janeiro de 2021, Musk foi classificado como a pessoa mais rica do mundo de acordo com a Bloomberg.[43]
- Em 10 de janeiro de 2021, Musk ficou em primeiro lugar na Lista de Bilionários do Mundo da Forbes.[44]
- Em 2021, o Financial Times nomeou Musk a Pessoa do Ano por sua contribuição para acelerar a indústria automobilística mundial em direção aos veículos elétricos.[45]
- Musk foi adicionado ao Hall da Fama da Newsweek por sua interrupção na Indústria Automobilística e Aeroespacial.[46]
- Em 13 de dezembro de 2021, a revista Time nomeou Musk a Pessoa do Ano.[5]
- Em 9 de fevereiro de 2022, a Acadêmia Nacional de Engenharia dos Estados Unidos anunciou que Musk estava entre os novos membros eleitos por seus pares, um prêmio considerado como uma das mais altas distinções profissionais concedidas a um engenheiro, "por avanços no design, engenharia, fabricação e operação de veículos de lançamento reutilizáveis e sistemas de transporte e energia sustentáveis".[47]
- Em 20 de maio de 2022, Musk recebeu a Ordem do Mérito da Defesa do governo brasileiro após negociar o lançamento do serviço de internet Starlink na Floresta Amazônica.[6][48]
- Em 6 de janeiro de 2023, o Guinness World Records informou que Musk bateu um recorde mundial pela maior perda de riqueza, estimada em cerca de $182 bilhões, segundo a Forbes.[49]